# 30. Primetime Emmy-gála
A 30. Primetime Emmy-gála során az 1977 és 1978 között főműsoridőben bemutatott, amerikai televíziós programokat értékelték. A jelölteket az Academy of Television Arts & Sciences választotta ki. A Los Angeles-i Pasadena Civic Auditoriumben tartott ceremóniát az CBS tűzte műsorra 1978. szeptember 17-én. A műsor házigazdája Alan Alda volt. A műsort 30 percre megszakította Jimmy Carter ekkori amerikai elnök, Menáhém Begín egykori izraeli miniszterelnök és Anvar Szádát ekkori egyiptomi elnök, akik Carter együtt jelentették be a Camp David-i egyezmény megkötését.

## Győztesek és jelöltek
A nyertesek félkövérrel jelölve.

### Műsorok
| Legjobb vígjátéksorozat | Legjobb drámasorozat |
| --- | --- |
| - All in the Family (CBS) - Barney Miller (ABC) - MASH (CBS) - Soap (ABC) - Three's Company (ABC)                                                              | - Rockford nyomoz (NBC) - Columbo (NBC) - Family (ABC) - Lou Grant (CBS) - Quincy, M.E. (NBC) |
| Legjobb varieté szkeccssorozat | Legjobb varieté különkiadás |
| - Muppet Show (szindikált sugárzás) - America 2-Night (szindikált sugárzás) - The Carol Burnett Show (CBS) - Evening at Pops (PBS) - Saturday Night Live (NBC) | - Bette Midler: Ol' Red Hair Is Back (NBC) - The George Burns One-Man Show (CBS) - Neil Diamond: I'm Glad You're Here with Me Tonight (NBC) - The Second Barry Manilow Special (ABC) - World of Magic (NBC) |
| Legjobb tévéfilm | Legjobb minisorozat |
| - The Gathering (ABC) - Halál Canaanban (CBS) - A názáreti Jézus (NBC) - Our Town (NBC) - Az elfelejtett Kennedy fiú (ABC)                                     | - Holocaust (A Weiss család története) (NBC) - Anna Karenina (PBS) - Én, Claudius (PBS) - King (NBC) - Washington zárt ajtók mögött (ABC)                                                                   |

### Színészek

#### Főszereplők
| Legjobb férfi főszereplő (vígjátéksorozat) | Legjobb női főszereplő (vígjátéksorozat) |
| --- | --- |
| - Carroll O'Connor (Archie Bunker) - All in the Family (CBS) - Alan Alda (Hawkeye Pierce) - MASH (CBS) - Hal Linden (Barney Miller) - Barney Miller (ABC) - John Ritter (Jack Tripper) - Three's Company (ABC) - Henry Winkler (Arthur "Fonzie" Fonzarelli) - Happy Days (ABC)                                                                   | - Jean Stapleton (Edith Bunker) - All in the Family (CBS) (Epizód: "Edith's 50th Birthday") - Bea Arthur (Maude Findlay) - Maude (CBS) - Cathryn Damon (Mary Campbell) - Soap (ABC) - Valerie Harper (Rhoda Morgenstern) - Rhoda (CBS) - Katherine Helmond (Jessica Tate) - Soap (ABC) - Suzanne Pleshette (Emily Hartley) - The Bob Newhart Show (CBS)    |
| Legjobb férfi főszereplő (drámasorozat) | Legjobb női főszereplő (drámasorozat) |
| - Ed Asner (Lou Grant) - Lou Grant (CBS) (Epizód: "Physical") - James Broderick (Doug Lawrence) - Family (ABC) - Peter Falk (Columbo) - Columbo (NBC) - James Garner (Jim Rockford) - Rockford nyomoz (NBC) - Jack Klugman (Dr. Quincy) - Quincy, M.E. (NBC) - Ralph Waite (John Walton Sr.) - The Waltons (CBS)                                 | - Sada Thompson (Kate Lawrence) - Family (ABC) - Melissa Sue Anderson (Mary Ingalls) - A farm, ahol élünk (NBC) - Fionnula Flanagan (Molly Culhane) - How the West Was Won (ABC) - Kate Jackson (Sabrina Duncan) - Charlie angyalai (ABC) - Michael Learned (Olivia Walton) - The Waltons (CBS) - Susan Sullivan (Dr. Julie Farr) - Julie Farr, M.D. (ABC) |
| Legjobb férfi főszereplő (tévéfilm) | Legjobb női főszereplő (tévéfilm) |
| - Fred Astaire (Ted Long) - A Family Upside Down (NBC) - Alan Alda (Caryl W. Chessman) - Kill Me If You Can (NBC) - Hal Holbrook (Színpadi vezető) - Our Town (NBC) - Martin Sheen (Taxi Driver) - Taxi!!! (NBC) - James Stacy (Kenny Briggs) - Just a Little Inconvenience (NBC)                                                                | - Joanne Woodward (Betty Quinn) - Nézzük, hogy fut! (CBS) - Helen Hayes (Emma Long) - A Family Upside Down (NBC) - Eva Marie Saint (Utas) - Taxi!!! (NBC) - Maureen Stapleton (Kate) - The Gathering (ABC) - Sada Thompson (Mrs. Gibbs) - Our Town (NBC)                                                                                                   |
| Legjobb férfi főszereplő (minisorozat) | Legjobb női főszereplő (minisorozat) |
| - Michael Moriarty (Erik Dorff) - Holocaust (A Weiss család története) (NBC) - Hal Holbrook (Portius Wheeler) - The Awakening Land (NBC) - Jason Robards (Richard Monckton) - Washington zárt ajtók mögött (ABC) - Fritz Weaver (Dr. Josef Weiss) - Holocaust (A Weiss család története) (NBC) - Paul Winfield (Martin Luther King) - King (NBC) | - Meryl Streep (Inga Helms-Weiss) - Holocaust (A Weiss család története) (NBC) - Rosemary Harris (Berta Palitz Weiss) - Holocaust (A Weiss család története) (NBC) - Elizabeth Montgomery (Sayward Luckett Wheeler) - The Awakening Land (NBC) - Lee Remick (Erica Trenton) - Wheels (NBC) - Cicely Tyson (Coretta Scott King) - King (NBC)                |

#### Mellékszereplők
| Legjobb férfi mellékszereplő (vígjátéksorozat) | Legjobb női mellékszereplő (vígjátéksorozat) |
| --- | --- |
| - Rob Reiner (Michael Stivic) - All in the Family (CBS) - Tom Bosley (Howard Cunningham) - Happy Days (ABC) - Gary Burghoff (Radar O'Reilly) - MASH (CBS) - Harry Morgan (Sherman T. Potter) - MASH (CBS) - Vic Tayback (Mel Sharples) - Alice (CBS)                                                                         | - Julie Kavner (Brenda Morgenstern) - Rhoda (CBS) (Epizód: "Brenda the Bank Girl") - Polly Holiday (Florence Jean Castleberry) - Alice (CBS) - Sally Struthers (Gloria Bunker-Stivic) - All in the Family (CBS) - Loretta Swit (Margaret Houlihan) - MASH (CBS) - Nancy Walker (Ida Morgenstern) - Rhoda (CBS)                                                    |
| Legjobb férfi mellékszereplő (drámasorozat) | Legjobb női mellékszereplő (drámasorozat) |
| - Robert Vaughn (Frank Flaherty) - Washington zárt ajtók mögött (ABC) - Ossie Davis (Martin Luther King Sr.) - King (NBC) - Will Geer (Zebulon Walton) - The Waltons (CBS) - Sam Wanamaker (Moses Weiss) - Holocaust (A Weiss család története) (NBC) - David Warner (Heydrich) - Holocaust (A Weiss család története) (NBC) | - Nancy Marchand (Margaret Pynchon) - Lou Grant (CBS) (Epizód: "Takeover") - Meredith Baxter (Nancy Lawrence Maitland) - Family (ABC) - Tovah Feldshuh (Helena Slomova) - Holocaust (A Weiss család története) (NBC) - Linda Kelsey (Billie Newman) - Lou Grant (CBS) - Kristy McNichol (Letitia Lawrence) - Family (ABC)                                         |
| Legjobb férfi mellékszereplő (különkiadás) | Legjobb női mellékszereplő (különkiadás) |
| - Howard Da Silva (Eddie) - Verna: USO Girl (PBS) - James Farentino (Simon Peter) - A názáreti Jézus (NBC) - Burgess Meredith (Cardinal Burke) - The Last Hurrah (NBC) - Donald Pleasence (Vladimir Popov) - The Defection of Simas Kudirka (CBS) - Efrem Zimbalist Jr. (Mike Long) - A Family Upside Down (NBC)             | - Eva Le Gallienne (Fanny Cavendish) - The Royal Family (PBS) - Tyne Daly (Karen Renshaw) - A bensőséges idegen (ABC) - Patty Duke (Wendy) - A Family Upside Down (NBC) - Mariette Hartley (Clare Gardiner) - The Last Hurrah (NBC) - Cloris Leachman (Clara Oddbody) - It Happened One Christmas (ABC) - Viveca Lindfors (Dr. Rosen) - A Question of Guilt (CBS) |
| Legjobb férfi mellékszereplő (variatésorozat) | Legjobb női mellékszereplő (variatésorozat) |
| - Tim Conway - The Carol Burnett Show (CBS) - Dan Aykroyd - Saturday Night Live (NBC) - John Belushi - Saturday Night Live (NBC) - Louis Gossett Jr. - The Sentry Collection Presents Ben Vereen: His Roots (ABC) - Peter Sellers - Muppet Show (szindikált sugárzás)                                                        | - Gilda Radner - Saturday Night Live (NBC) - Bea Arthur - Laugh-In (NBC) - Jane Curtin - Saturday Night Live (NBC) - Dolly Parton - Cher... Special (ABC) - Bernadette Peters - Muppet Show (szindikált sugárzás) |

#### Egyedülálló alakítások
| Kiemelkedő egyedülálló alakítás férfi főszereplőtől | Kiemelkedő egyedülálló alakítás női főszereplőtől |
| --- | --- |
| - Barnard Hughes (Felix Rushman) - Lou Grant (CBS) (Epizód: "Judge") - David Cassidy (Dan Shay) - Police Story (NBC) (Epizód: "A Chance to Live") - Will Geer (Franklyn Bootherstone) - Szerelemhajó (ABC) (Epizód: "Az öregember és a szökevény") - Judd Hirsch (Mike Andretti) - Rhoda (CBS) (Epizód: "Rhoda Likes Mike") - John Rubinstein (Jeff Maitland) - Family (ABC) (Epizód: "And Baby Makes Three") - Keenan Wynn (Ben Fletcher) - Police Woman (NBC) (Epizód: "Good Old Uncle Ben") | - Rita Moreno (Rita Capkovic) - Rockford nyomoz (NBC) (Epizód: "The Paper Palace") - Patty Duke (Leslee Wexler) - Having Babies III (ABC) - Kate Jackson (Robin) - James at 15/16 (NBC) (Epizód: "Pilot") - Jayne Meadows (Florence Nightingale) - Meeting of Minds (PBS) (Epizód: "Luther, Voltaire, Plato, Nightingale") - Irene Tedrow (Miss Jordan) - James at 15/16 (NBC) (Epizód: "Ducks")                                                           |
| Legjobb vendégszínész | Legjobb vendégszínésznő |
| - Ricardo Montalbán (Satangkai) - How the West Was Won (ABC) (Epizód: "Part II") - Will Geer (Télapó) - Eight is Enough (ABC) (Epizód: "Yes, Nicholas... There is a Santa Claus") - Larry Gelman (Edward Sellers) - Barney Miller (ABC) (Epizód: "Goodbye, Mr. Fish") - Harold Gould (Martin Morgenstern) - Rhoda (CBS) (Epizód: "Happy Anniversary") - Abe Vigoda (Phil Fish) - Barney Miller (ABC) (Epizód: "Goodbye, Mr. Fish")                                                             | - Blanche Baker (Anna Weiss) - Holocaust (A Weiss család története) (NBC) (Epizód: "Viharfelhők") - Ellen Corby (Esther Walton) - The Waltons (CBS) (Epizód: "Grandma Comes Home") - Jeanette Nolan (Granny McWhirter) - The Awakening Land (NBC) (Epizód: "Part I") - Beulah Quo (Tz'u-hsi) - Meeting of Minds (PBS) (Epizód: "Douglass, Tz'u-Hsi, Beccaria, De Sade") - Beatrice Straight (Alice Dain Leggett) - The Dain Curse (CBS) (Epizód: "Part I") |

### Rendezők
| Legjobb rendező (vígjátéksorozat) | Legjobb rendező (drámasorozat) |
| --- | --- |
| - All in the Family (CBS) (Epizód: "Edith's 50th Birthday") – Paul Bogart - Happy Days (ABC) (Epizód: "Richie Almost Dies") – Jerry Paris - MASH (CBS) (Epizód: "Comrades in Arms") – Burt Metcalfe, Alan Alda - Maude (CBS) (Epizód: "Vivian's Decision") – Hal Cooper - Soap (ABC) (Epizód: "Episode #24") – Jay Sandrich                                                     | - Holocaust (A Weiss család története) (NBC) – Marvin J. Chomsky - The Dain Curse (CBS) – E.W. Swackhamer - Én, Claudius (PBS) – Herbert Wise - King (NBC) – Abby Mann - Washington zárt ajtók mögött (ABC) – Gary Nelson                                                         |
| Legjobb rendező (varietésorozat) | Legjobb rendező (varieté különkiadás) |
| - The Carol Burnett Show (CBS) (Epizód: "Steve Martin and Betty White") – Dave Powers - Muppet Show (szindikált sugárzás) (Epizód: "Elton John") – Peter Harris - The Richard Pryor Show (NBC) (Epizód: "Paula Kelly") – John Moffitt - Saturday Night Live (NBC) (Epizód: "Steve Martin") – Dave Wilson - Shields and Yarnell (CBS) (Epizód: "John Aylesworth") – Steve Binder | - The Sentry Collection Presents Ben Vereen: His Roots (ABC) – Dwight Hemion - Mitzi... Zings Into Spring (CBS) – Tony Charmoli - The Paul Simon Special (NBC) – Dave Wilson - The Second Barry Manilow Special (ABC) – George Schaefer - World of Magic (NBC) – Walter C. Miller |
| Legjobb rendező (különkiadás) | |
| - The Defection of Simas Kudirka (CBS) – David Lowell Rich - Breaking Up (ABC) – Delbert Mann - The Gathering (ABC) – Randal Kleiser - Our Town (NBC) – George Schaefer - Something for Joey (CBS) – Lou Antonio - Verna: USO Girl (PBS) – Ronald F. Maxwell | |

### Forgatókönyvírók
| Legjobb forgatókönyv (vígjátéksorozat) | Legjobb forgatókönyv (drámasorozat) |
| --- | --- |
| - All in the Family (CBS) (Epizód: "Cousin Liz") – Barry Harman, Harve Brosten, Bob Weiskopf, Bob Schiller - All in the Family (CBS) (Epizód: "Edith's Crisis of Faith, Part 2") – Erik Tarloff, Mel Tolkin, Larry Rhine - All in the Family (CBS) (Epizód: "Edith's 50th Birthday") – Bob Weiskopf, Bob Schiller - MASH (CBS) (Epizód: "Fallen Idol") – Alan Alda | - Holocaust (A Weiss család története) (NBC) – Gerald Green - The Dain Curse (CBS) – Robert W. Lenski - King (NBC) – Abby Mann - Meeting of Minds (PBS) – Steve Allen - The Norman Conquests (PBS) – Alan Ayckbourn                                                                                             |
| Legjobb forgatókönyv (varieté különkiadás) | Legjobb forgatókönyv (varietésorozat) |
| - The Paul Simon Special (NBC) - Bette Midler: Ol' Red Hair Is Back (NBC) - The George Burns One-Man Show (CBS) - The Second Barry Manilow Special (ABC) - The Sentry Collection Presents Ben Vereen: His Roots (ABC) | - The Carol Burnett Show (CBS) (Epizód: "Steve Martin and Betty White") - America 2-Night (szindikált sugárzás) (Epizód: "Carol Burnett") - The Carol Burnett Show (CBS) (Epizód: "Ken Berry") - Muppet Show (szindikált sugárzás) (Epizód: "Dom DeLuise") - Saturday Night Live (NBC) (Epizód: "Steve Martin") |
| Legjobb eredeti forgatókönyv | Legjobb adaptált forgatókönyv |
| - The Last Tenant (ABC) – George Rubino - Breaking Up (ABC) – Loring Mandel - The Defection of Simas Kudirka (CBS) – Bruce Feldman - The Gathering (ABC) – James Poe - Something for Joey (CBS) – Jerry McNeely - The Storyteller (CBS) – Richard Levinson, William Link                                                                                           | - Mary White (ABC) – Caryl Ledner - Actor (PBS) – Jerome Lawrence, Robert E. Lee - A Love Affair: The Eleanor and Lou Gehrig Story (NBC) – Blanche Hanalis - Verna: USO Girl (PBS) – Albert Innaurato - The War Between the Tates (NBC) – Barbara Turner                                                        |

## Fordítás
- Ez a szócikk részben vagy egészben  a(z)   30th Primetime Emmy Awards című angol Wikipédia-szócikk fordításán alapul.  Az eredeti cikk szerkesztőit annak laptörténete sorolja fel. Ez a jelzés csupán a megfogalmazás eredetét és a szerzői jogokat jelzi, nem szolgál a cikkben szereplő információk forrásmegjelöléseként.